# 網紋似鯔銀漢魚
網紋似鯔銀漢魚（學名：Pseudomugil reticulatus）為輻鰭魚綱銀漢魚目似鯔銀漢魚科的其中一種，分布於印尼巴布亞省Vogelkop半島淡水流域，體長可達2.8公分，為熱帶淡水魚，棲息在雨林覆蓋的溪流表層水域，生活習性不明。

## 擴展閱讀
維基物種上的相關：網紋似鯔銀漢魚